# 原子燃料政策研究会
一般社団法人原子燃料政策研究会（げんしりょくせいさくけんきゅうかい、英語名 " The Council for Nuclear Fuel Cycle "、 英語略称 "CNFC"）は、原子力の平和利用、そのための原子燃料リサイクルの確立のために設立された。元経済産業省資源エネルギー庁所管。2022年6月16日清算結了

## 概要
- 所在：東京都千代田区麹町1丁目3番23号　麹町1丁目3番地ビル501
- 設立：1993年2月25日
- 会長：西澤潤一
- 役員：副会長津島雄二、理事9名（うち6名は自由民主党衆議院議員）、監事2名（2010年10月現在、役員はすべて非常勤）[2]
- 機関誌：季刊『Plutonium』、1993年春創刊 (創刊以来長きに渡り、理事の一人だった元日本社会党衆議院議員 後藤茂のコラムが連載されていた)
- 目的：原子力の平和利用、そのための原子燃料リサイクルの確立のために設立された。唯一の被爆国である日本として、核兵器を地球から廃絶するためにも、プルトニウムの平和利用を積極的に進めるべきであると考え、活動を続けている。[2]